# Droit judiciaire
Le droit judiciaire est la branche du droit qui régit l'organisation des tribunaux, la procédure civile et la preuve. Il ne s'agit pas de droit substantiel au sens où il ne modifie généralement pas les relations entre individus. Il régit plutôt la manière dont les personnes vont exercer leurs droits.